# Three Days Grace
Three Days Grace (ook wel TDG of 3DG) is een Canadese rockband, opgericht in 1992 in Norwood (Ontario) onder de naam Groundswell. Groundswell trad op bij diverse lokale feesten en gelegenheden in Norwood en omstreken voordat de band in 1995 uit elkaar ging. In 1997 werd de groep opnieuw gevormd onder de huidige naam.
De band bestond oorspronkelijk uit gitarist en leadzanger Adam Gontier, drummer en achtergrondzanger Neil Sanderson, en bassist Brad Walst. In 2003 werd Barry Stock aangetrokken als leadgitarist. In 2013 verliet Gontier de band en werd vervangen door Walsts jongere broer Matt, die al lange tijd als songwriter aan de band was verbonden en voorheen de leadzanger was van My Darkest Days. In 2024 keerde Gontier officieel terug, terwijl Walst eveneens als zanger aanbleef.
Three Days Grace staat onder contract bij RCA Records en heeft zeven studioalbums uitgebracht: Three Days Grace in 2003, One-X in 2006, Life Starts Now in 2009, Transit of Venus in 2012, Human in 2015, Outsider in 2018, en Explosions in 2022. De eerste drie albums behaalden in de Verenigde Staten RIAA-certificeringen van respectievelijk dubbel platina, driemaal platina en platina. In Canada werden ze door Music Canada gecertificeerd als platina, driemaal platina en dubbel platina. Het tweede album, One-X, kreeg een zilveren certificering van de British Phonographic Industry en een gouden certificering van Recorded Music NZ. De band heeft achttien nummer 1-hits behaald in de Billboard Hot Mainstream Rock Tracks-lijst en drie nummer 1-hits in de Alternative Songs-lijst.

## Discografie

### Albums
| Album            | Verschijnen       | Label | Hitlijsten | Hitlijsten | Hitlijsten | Hitlijsten | Hitlijsten | Hitlijsten | Hitlijsten |
| Album            | Verschijnen       | Label | NL         | NL         | GB         | US         | DE         | AT         | CH         |
| Album            | Verschijnen       | Label | Piek       | Weken      | Piek       | Piek       | Piek       | Piek       | Piek       |
| ---------------- | ----------------- | ----- | ---------- | ---------- | ---------- | ---------- | ---------- | ---------- | ---------- |
| Three Days Grace | 22 juli 2003      | Jive  | –          | –          | –          | 69         | –          | –          | –          |
| One-X            | 13 juni 2006      | Jive  | –          | –          | –          | 5          | –          | –          | –          |
| Life Starts Now  | 22 september 2009 | Jive  | –          | –          | –          | 3          | –          | –          | –          |
| Transit Of Venus | 2 oktober 2012    | RCA   | –          | –          | –          | 5          | –          | –          | –          |
| Human            | 31 maart 2015     | RCA   | –          | –          | 104        | 16         | 77         | –          | –          |
| Outsider         | 9 maart 2018      | RCA   | 157        | 1          | –          | 24         | 36         | 28         | 38         |
| Explosions       | 6 mei 2022        | RCA   | –          | –          | –          | 102        | 28         | 37         | 53         |

### Singles
| Titel                          | Jaar | Hoogste positie in geselecteerde hitlijsten | Hoogste positie in geselecteerde hitlijsten | Hoogste positie in geselecteerde hitlijsten | Hoogste positie in geselecteerde hitlijsten | Hoogste positie in geselecteerde hitlijsten | Hoogste positie in geselecteerde hitlijsten | Hoogste positie in geselecteerde hitlijsten | Hoogste positie in geselecteerde hitlijsten | Hoogste positie in geselecteerde hitlijsten | Hoogste positie in geselecteerde hitlijsten | Certificeringen                                                                               | Album            |
| Titel                          | Jaar | CAN                                         | CAN Rock                                    | AUS                                         | CZE Rock                                    | DE Rock                                     | NZ Hot                                      | US                                          | US Alt.                                     | US Main.                                    | US Rock                                     | Certificeringen                                                                               | Album            |
| ------------------------------ | ---- | ------------------------------------------- | ------------------------------------------- | ------------------------------------------- | ------------------------------------------- | ------------------------------------------- | ------------------------------------------- | ------------------------------------------- | ------------------------------------------- | ------------------------------------------- | ------------------------------------------- | --------------------------------------------------------------------------------------------- | ---------------- |
| "I Hate Everything About You"  | 2003 | —                                           | 1                                           | 22                                          | —                                           | —                                           | —                                           | 55                                          | 2                                           | 4                                           | —                                           | - MC: platina - BPI: goud - BVMI: goud - IFPI DAN: goud - RIAA: 2x platina - RMNZ: 2x platina | Three Days Grace |
| "Just Like You"                | 2004 | —                                           | 22                                          | 61                                          | —                                           | —                                           | —                                           | 55                                          | 1                                           | 1                                           | —                                           | - MC: goud - RIAA: goud                                                                       | Three Days Grace |
| "Home"                         | 2004 | —                                           | —                                           | —                                           | —                                           | —                                           | —                                           | 90                                          | 7                                           | 2                                           | —                                           | - RIAA: goud                                                                                  | Three Days Grace |
| "Wake Up"                      | 2005 | —                                           | 16                                          | —                                           | —                                           | —                                           | —                                           | —                                           | —                                           | —                                           | —                                           |                                                                                               | Three Days Grace |
| "Animal I Have Become"         | 2006 | —                                           | 2                                           | —                                           | —                                           | —                                           | —                                           | 60                                          | 1                                           | 1                                           | —                                           | - MC: 2x platina - BPI: zilver - IFPI DAN: goud - RIAA: 2x platina - RMNZ: platina            | One-X            |
| "Pain"                         | 2006 | 52                                          | 1                                           | —                                           | 3                                           | —                                           | —                                           | 44                                          | 1                                           | 1                                           | —                                           | - MC: platina - RIAA: platina                                                                 | One-X            |
| "Never Too Late"               | 2007 | 30                                          | 2                                           | —                                           | —                                           | —                                           | —                                           | 71                                          | 2                                           | 1                                           | —                                           | - MC: platina - RIAA: 2x platina - RMNZ: goud                                                 | One-X            |
| "Riot"                         | 2007 | 65                                          | 15                                          | —                                           | —                                           | —                                           | —                                           | —                                           | 21                                          | 12                                          | —                                           | - MC: platina - RIAA: platina - RMNZ: goud                                                    | One-X            |
| "Break"                        | 2009 | 26                                          | 2                                           | —                                           | 17                                          | —                                           | —                                           | 73                                          | 4                                           | 1                                           | 1                                           | - RIAA: platina                                                                               | Life Starts Now  |
| "The Good Life"                | 2010 | 52                                          | 3                                           | —                                           | —                                           | —                                           | —                                           | —                                           | 4                                           | 1                                           | 1                                           | - RIAA: platina                                                                               | Life Starts Now  |
| "World So Cold"                | 2010 | 94                                          | 5                                           | —                                           | —                                           | —                                           | —                                           | —                                           | 13                                          | 1                                           | 3                                           | - RIAA: platina                                                                               | Life Starts Now  |
| "Lost in You"                  | 2011 | 37                                          | 4                                           | —                                           | —                                           | —                                           | —                                           | —                                           | 18                                          | 7                                           | 17                                          |                                                                                               | Life Starts Now  |
| "Chalk Outline"                | 2012 | 65                                          | 2                                           | —                                           | —                                           | —                                           | —                                           | —                                           | 15                                          | 1                                           | 7                                           | - MC: goud - RIAA: goud                                                                       | Transit of Venus |
| "The High Road"                | 2013 | 69                                          | 2                                           | —                                           | —                                           | —                                           | —                                           | —                                           | 24                                          | 1                                           | 32                                          | - MC: goud                                                                                    | Transit of Venus |
| "Misery Loves My Company"      | 2013 | —                                           | 38                                          | —                                           | —                                           | —                                           | —                                           | —                                           | —                                           | 1                                           | 49                                          |                                                                                               | Transit of Venus |
| "Painkiller"                   | 2014 | 86                                          | 6                                           | —                                           | —                                           | —                                           | —                                           | —                                           | —                                           | 1                                           | 24                                          | - MC: goud - RIAA: goud                                                                       | Human            |
| "I Am Machine"                 | 2014 | —                                           | 18                                          | —                                           | —                                           | —                                           | —                                           | —                                           | 38                                          | 1                                           | 20                                          | - MC: goud - RIAA: goud                                                                       | Human            |
| "Human Race"                   | 2015 | —                                           | 31                                          | —                                           | —                                           | —                                           | —                                           | —                                           | —                                           | 3                                           | 34                                          |                                                                                               | Human            |
| "Fallen Angel"                 | 2015 | —                                           | 16                                          | —                                           | —                                           | —                                           | —                                           | —                                           | —                                           | 6                                           | 41                                          |                                                                                               | Human            |
| "The Mountain"                 | 2018 | —                                           | 8                                           | —                                           | 8                                           | —                                           | —                                           | —                                           | —                                           | 1                                           | 14                                          | - MC: goud                                                                                    | Outsider         |
| "Infra-Red"                    | 2018 | —                                           | 6                                           | —                                           | 4                                           | —                                           | —                                           | —                                           | —                                           | 1                                           | 31                                          |                                                                                               | Outsider         |
| "Right Left Wrong"             | 2018 | —                                           | 5                                           | —                                           | —                                           | —                                           | —                                           | —                                           | —                                           | 1                                           | 25                                          |                                                                                               | Outsider         |
| "Somebody That I Used to Know" | 2020 | —                                           | 7                                           | —                                           | 6                                           | —                                           | —                                           | —                                           | —                                           | 4                                           | —                                           |                                                                                               | –                |
| "So Called Life"               | 2021 | —                                           | 7                                           | —                                           | —                                           | 2                                           | —                                           | —                                           | —                                           | 1                                           | 29                                          |                                                                                               | Explosions       |
| "Lifetime"                     | 2022 | —                                           | 13                                          | —                                           | 2                                           | —                                           | —                                           | —                                           | —                                           | 1                                           | 45                                          |                                                                                               | Explosions       |
| "I Am the Weapon"              | 2022 | —                                           | 44                                          | —                                           | —                                           | —                                           | —                                           | —                                           | —                                           | 4                                           | —                                           |                                                                                               | Explosions       |
| "Mayday"                       | 2024 | —                                           | 1                                           | —                                           | 16                                          | —                                           | 36                                          | —                                           | 30                                          | 1                                           | 20                                          |                                                                                               |                  |

## Bandleden
Huidige leden
- Adam Gontier – leadzang (1992–1995, 1997–2013, 2024–heden); slaggitaar (1977–2013, 2024–heden); leadgitaar (1997–2003)
- Neil Sanderson – drums, achtergrondzang (1992–1995, 1997–heden); toetsen (2009–heden)
- Brad Walst – basgitaar (1992–1995, 1997–heden); achtergrondzang (1997–heden)
- Barry Stock – leadgitaar (2003–heden); slaggitaar (2013–2017)
- Matt Walst – leadzang (2013–heden); slaggitaar (2017–heden)

Vorige leden
- Phil Crowe – leadgitaar (1992–1995)
- Joe Grant – slaggitaar (1992–1995)

Tijdlijn